# Calèndula
Calèndula (Calendula) és un gènere de plantes angiospermes de la família de les asteràcies (Asteraceae). Són plantes natives d'Europa, Macaronèsia i nord d'Àfrica, Àsia occidental i oest de l'Himalàia.

## Descripció
Són plantes herbàcies anuals o perennes, de vegades amb la base llenyosa, sovint són glanduloses i aromàtiques. Les fulles són simples, sèssils, amb el marge enter o serrat i es disposen de manera alternada. Les flors es troben agrupades en capítols pedunculats, el seu involucre té una o dues fileres de bràctees. Les flors exteriors són femenines, ligulades i de color groc o taronja. Les flors interiors, els flòsculs, son tubulars, funcionalment masculines i de color que varia entre groc, taronja, marró, porpra o violeta. El fruit és un aqueni sense papus.

## Taxonomia
Aquest gènere va ser publicat per primer cop l'any 1753 al segon volum de l'obra Species Plantarum del botànic suec Carl von Linné (1707-1778).

### Etimologia
El nom d'aquest gènere prové del llatí calendae, que significa el primer dia del mes, segurament perquè els boixacs (Calendula officinalis) tenen un llarg període de floració i tenen flors al principi de molts mesos de l'any.

### Espècies
Dins del gènere Calendula es reconeixen les 16 espècies següents:
- Calendula arvensis L. - llevamà[7]
- Calendula davisii A.C.Gonç. & P.Silveira
- Calendula eckerleinii Ohle
- Calendula karakalensis Vassilcz.
- Calendula lanzae Maire
- Calendula maroccana (Ball) B.D.Jacks.
- Calendula meuselii Ohle
- Calendula murbeckii Lanza ex Murb.
- Calendula officinalis L. - boixac[8]
- Calendula oualidii A.C.Gonç. & P.Silveira
- Calendula pachysperma Zohary
- Calendula palaestina Boiss.
- Calendula pinnatiloba (Coss. ex Maire) A.C.Gonç. & P.Silveira
- Calendula stellata Cav.
- Calendula suffruticosa Vahl
- Calendula tripterocarpa Rupr.

### Sinònims
Els següents noms científics són sinònims de Calendula:
- Sinònims homotípics

- Calendella Kuntze

- Sinònims heterotípics

- Caltha Mill.

## Usos
Les flors són comestibles. També són importants com a font d'aliment de les erugues de moltes papallones, com la Xestia c-nigrum, Naenia typica i Mamestra brassicae.
Algunes espècies de calèndules s'utilitzen com a plantes medicinals.
 De manera popular i tradicional, la infusió de calèndula (una cullerada de flors seques en un got d'aigua bullent, reposat cinc minuts i ensucrat) s'empra per a alleujar el dolor a la menstruació. Sembla que, en efecte, ajuda a calmar els espasmes uterins i a reduir l'excessiu sagnat, entre altres coses. Els usos ginecològics en general són força habituals, per exemple, en forma d'irrigacions s'utilitza per a combatre els fongs vaginals.

## Galeria

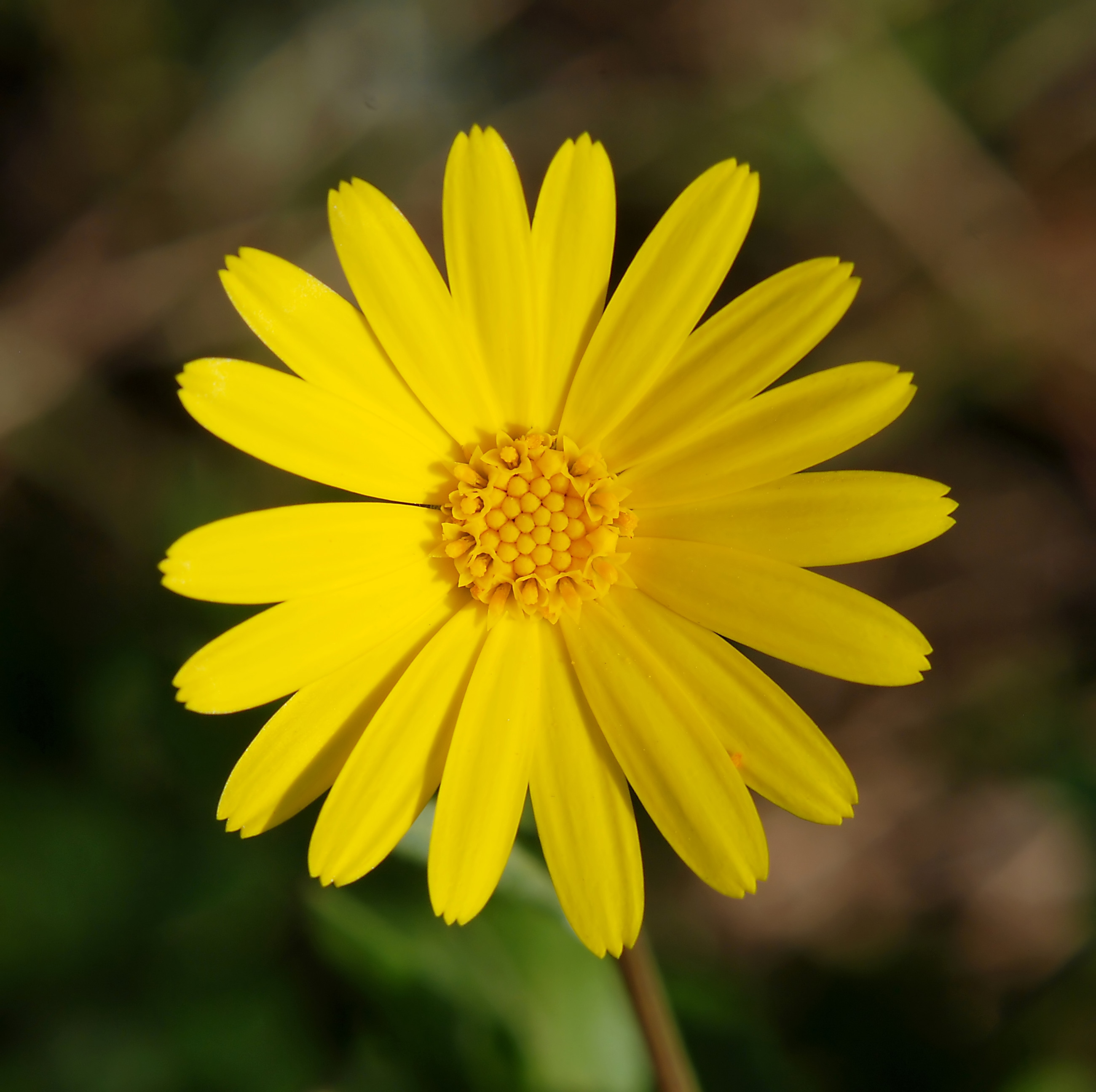
Calendula arvensis
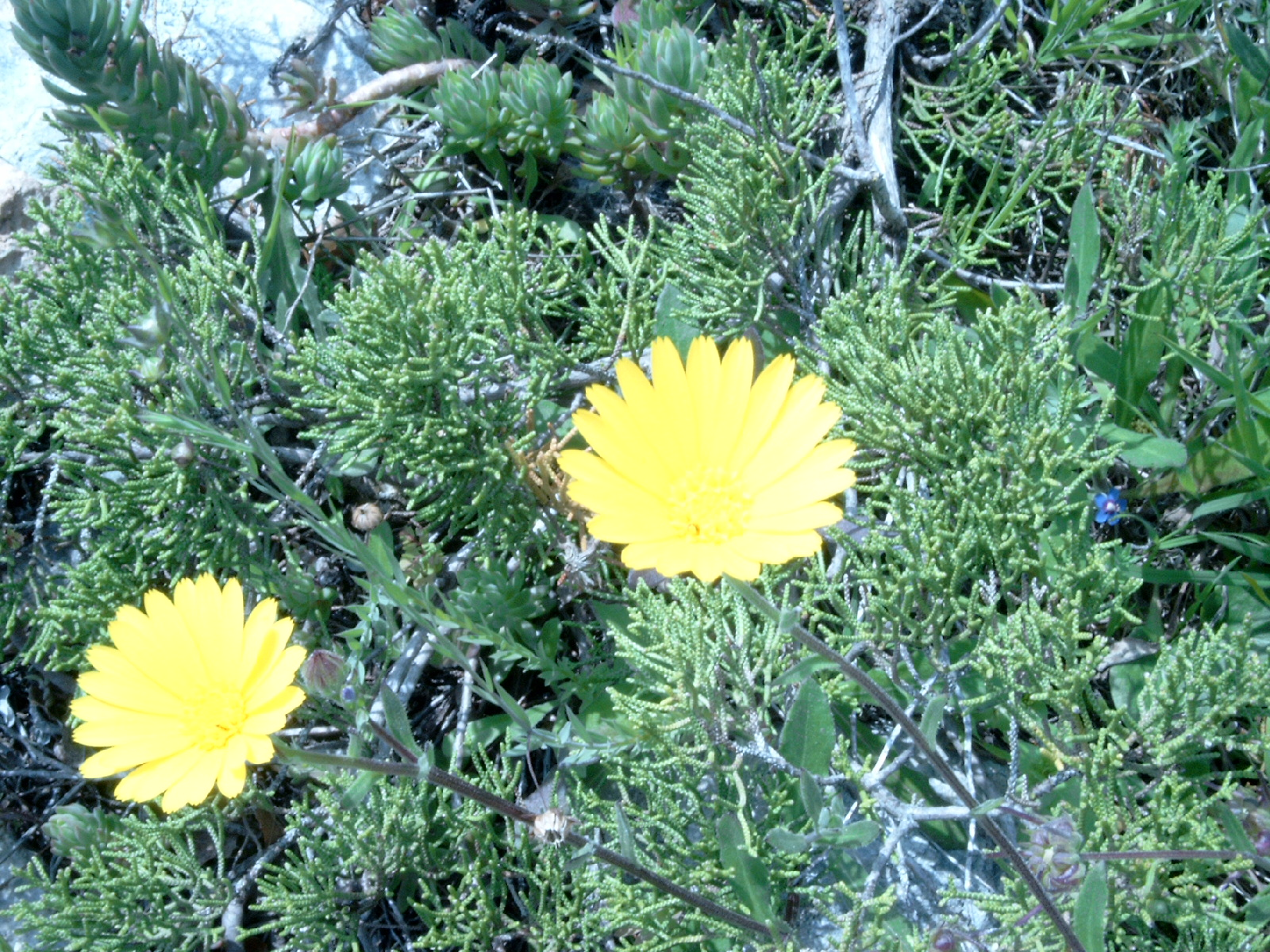
Calendula suffruticosa
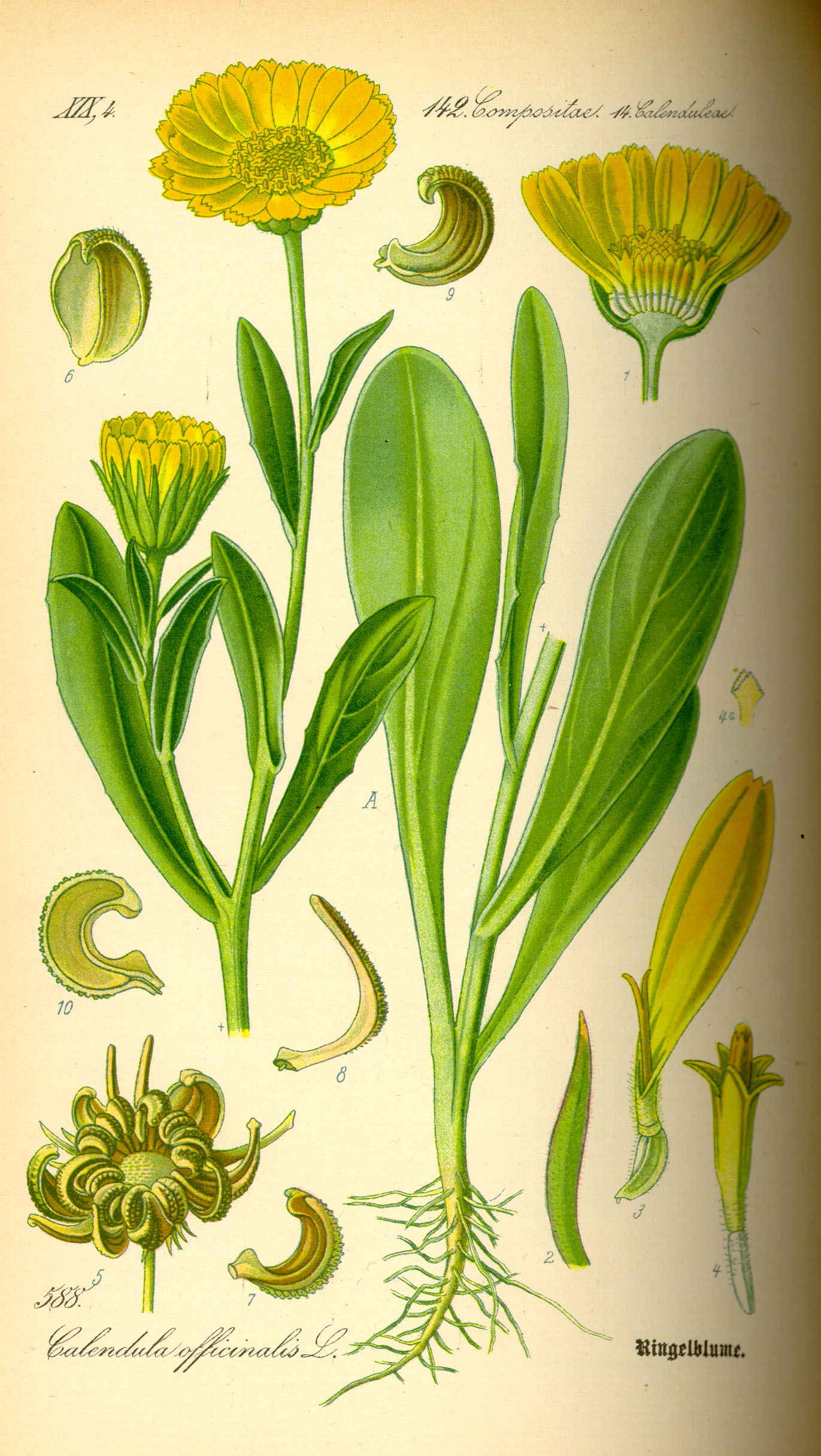
Calendula officinalis de Thomé Flora von Deutschland, Österreich und der Schweiz 1885
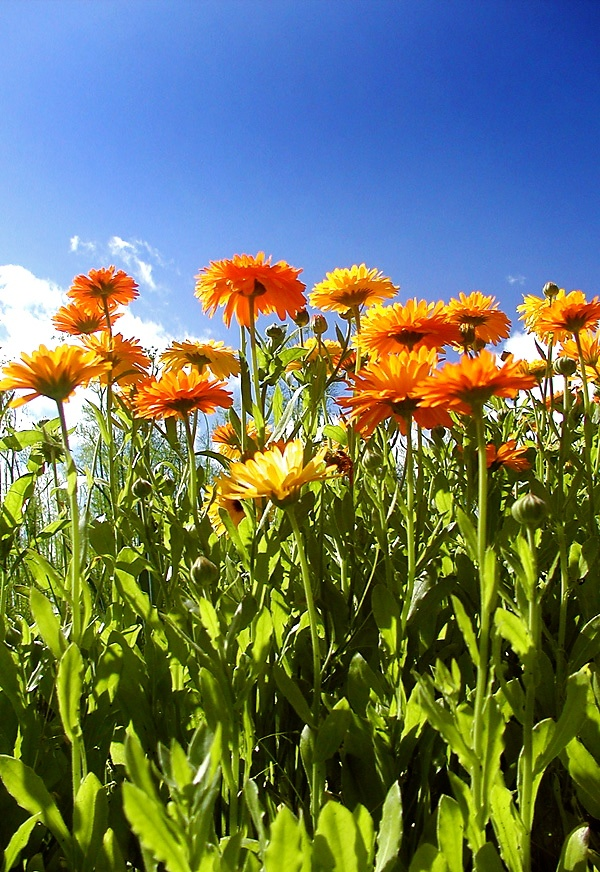
Camp de boixacs (Calendula officinalis)
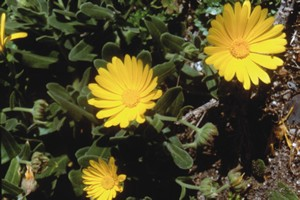
Calendula suffruticosa subsp. maritima , una subespècie amenaçada
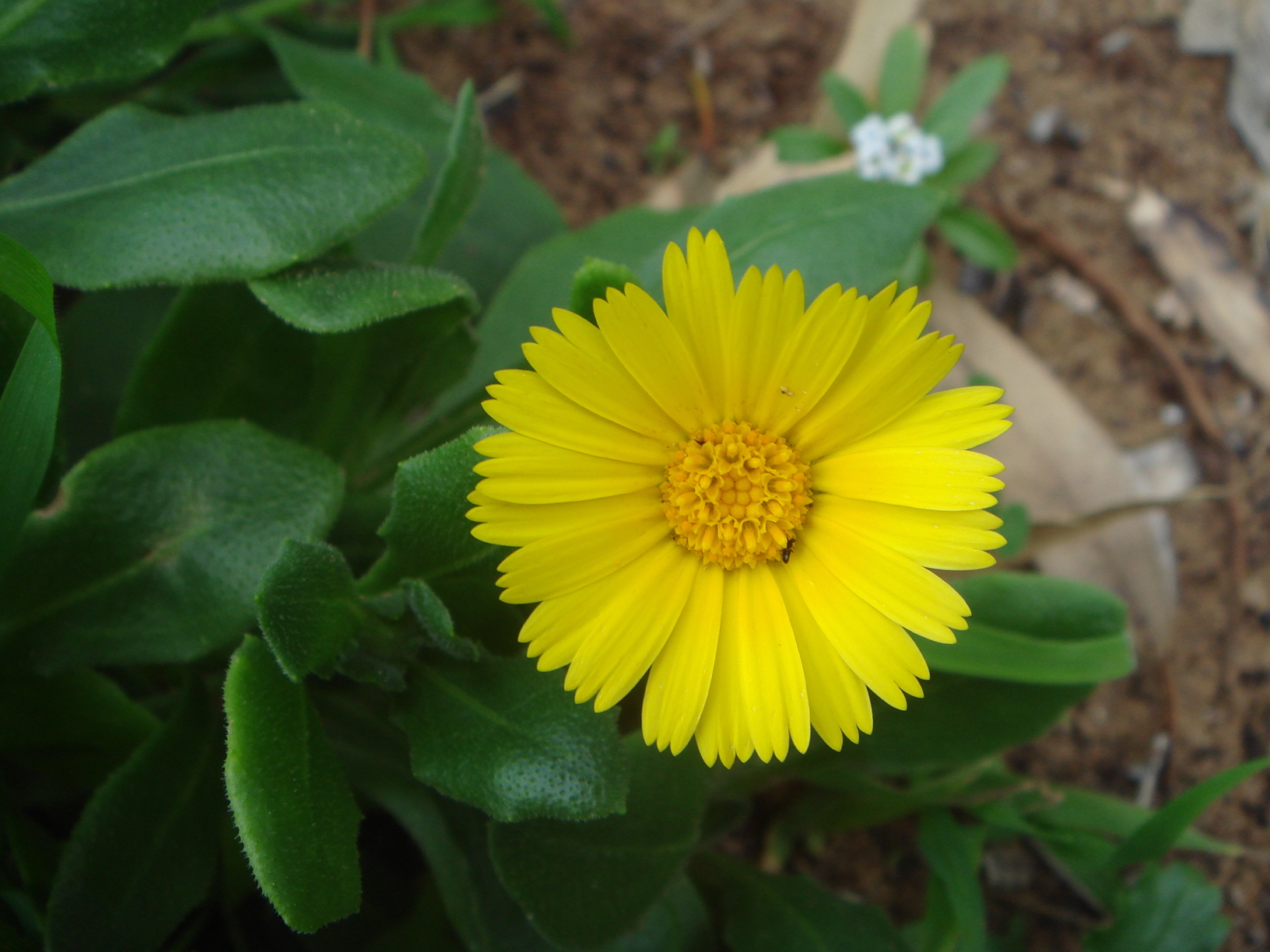
Calendula suffruticosa